# 貝利哈密爾頓島
75°53′N 94°35′W / 75.883°N 94.583°W

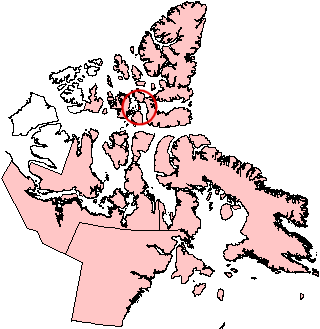

貝利哈密爾頓島是加拿大的島嶼，位於北冰洋海域，屬於伊麗莎白女王群島的一部分，由努納武特負責管轄，長26公里、寬13公里，面積290平方公里，最高點海拔高度230米，島上無人居住。

## 外部連結
- Sea islands: Atlas of Canada; Natural Resources Canada（页面存档备份，存于）